# Errand
Cet article concerne le single de Faylan. Pour l'île dans le marais de Brière, voir Île d'Errand.
Singles de Faylan
I sing by my soul
(2009) Serious-Age
(2010)
Errand est le 5esingle de Faylan sorti sous le label Lantis le 27 janvier 2010 au Japon. Il atteint la 37e place à l'Oricon. Il se vend à 2 856 exemplaires la première semaine et reste classé pendant 5 semaines, pour un total de 5 176 exemplaires vendus.
Errand a été utilisé comme thème d'ouverture pour l'anime Seikon no Qwaser. Errand et Scat Blue se trouvent sur l'album Polaris.

## Liste des titres
Les paroles ont été écrites par Hata Aki, et Masato Nakayama (Elements Garden) pour la 2e chanson.
| 1. | Errand                | Daisuke Kikuta (Elements Garden)  | 4:15 |
| 2. | Scat Blue             | Masato Nakayama (Elements Garden) | 4:43 |
| 3. | Errand (off vocal)    | Daisuke Kikuta (Elements Garden)  | 4:15 |
| 4. | Scat Blue (off vocal) | Masato Nakayama (Elements Garden) | 4:39 |